# 奥兰普·曼奇尼
奥蘭普·曼奇尼，苏瓦松伯爵夫人（法語：Olympe Mancini, comtesse de Soissons，1638年7月11日—1708年10月9日），是法国枢密院首席大臣、红衣主教儒勒·马扎然的侄女，被指控参与了法国宫廷的投毒事件。
奥兰普幼年被叔父马萨林撫養，長大後进入法国上流社会，一露面就艳惊宫廷，成为社交名媛；年轻的路易十四为之神魂颠倒，當時謠傳說她或她的姊妹瑪麗·曼奇尼是少年路易的情人。據說路易在1650年代中曾想娶她為王后，但精明的馬薩林自知家門太低，害怕輿論非議，就把奥兰普送回義大利與苏瓦松伯爵結婚（婚後的八名子女中，最知名的是戰神歐根親王），扼殺了路易十四的初戀（馬薩林也安排路易在兩年後，為政治利益而娶西班牙公主為王后）。

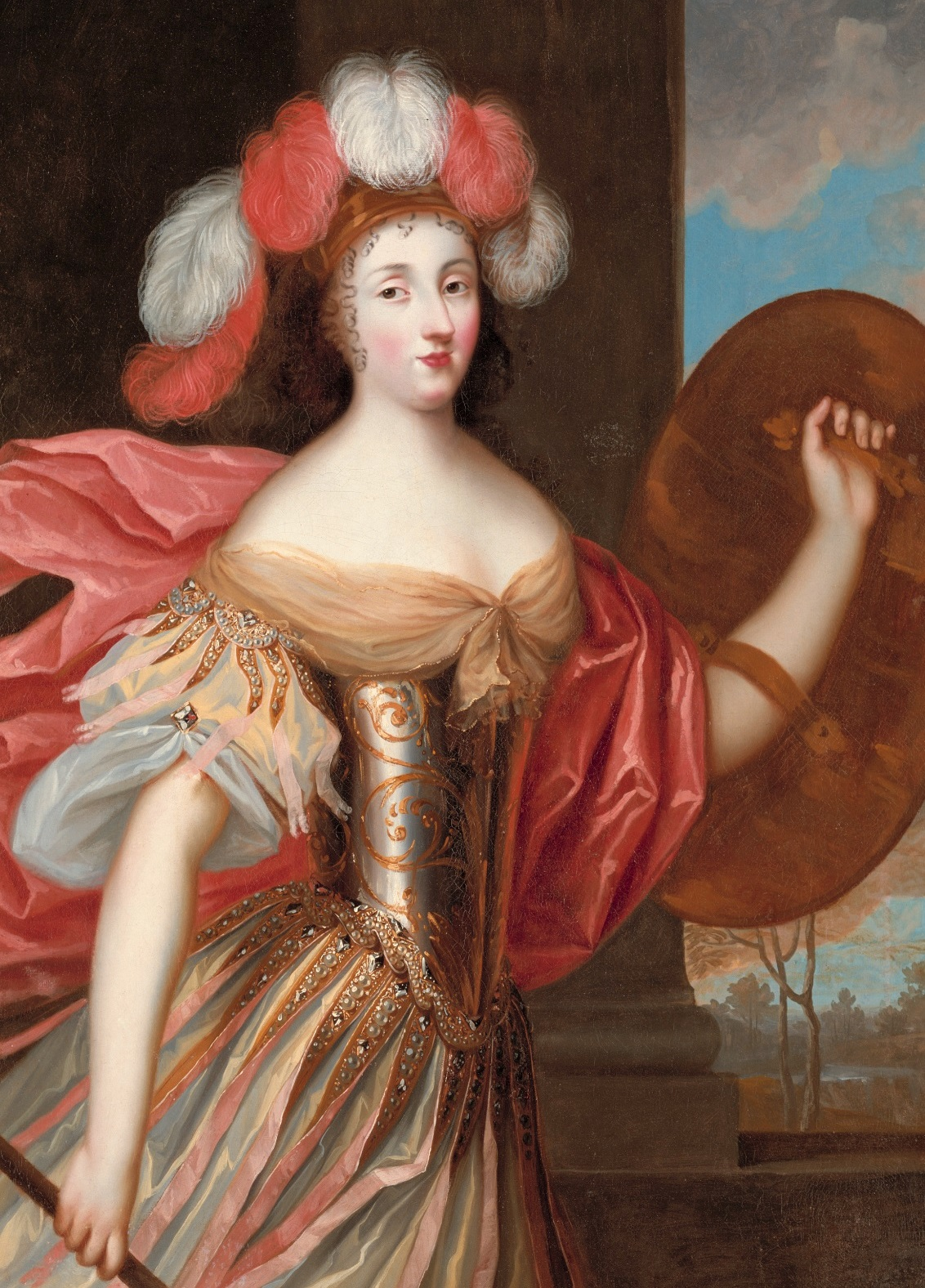
被描繪成女神雅典娜的奥兰普，1695年前繪

奥兰普在婚後數年就舉家搬回巴黎，在她的妹妹瑪麗與洛倫佐·奧諾弗里奧·科隆納王子結婚後不久，奧蘭普被任命為王后家庭的總管。但是，因為涉及1679年宮廷中的投毒事件，她在1680年突然失宠（她還被指控在1673年毒死親夫，並對國王下毒），被迫从法国流亡西班牙，1690年再移到西属尼德兰的首都布鲁塞尔（在那里一直居住到1708年病逝），並把子女留在法國，交託給婆婆照料。